# Protocollo di Amasya
Il Protocollo di Amasya (Amasya Görüşmeleri) fu un memorandum d'intesa firmato il 22 ottobre 1919 ad Amasya, in Turchia, tra il governo imperiale ottomano a Istanbul e i rivoluzionari turchi (il Movimento nazionale turco) volto a cercare di preservare l'indipendenza e l'unità nazionale attraverso sforzi congiunti. Si suggellava anche un riconoscimento da parte del governo ottomano delle nascenti forze rivoluzionarie turche in Anatolia.
Mustafa Kemal Atatürk, Rauf Orbay e Bekir Sami Kunduh da un lato, nel titolo della Delegazione dei Rappresentanti (Heyeti Temsiliye) come attribuito dal Congresso di Sivas, e il Ministro della Marina ottomana (poi Gran Visir stesso) Hulusi Salih Pasha, che erano venuto ad Amasya per rappresentare il governo ottomano di breve durata di Ali Rıza Pasha dall'altra parte, firmarono tutti il protocollo subito dopo il Congresso di Sivas nella stessa città della Circolare di Amasya.
Il protocollo concordava che in quell'anno si sarebbero tenute nuove elezioni per la Camera dei Deputati (la camera bassa eletta dal popolo del Parlamento ottomano), e la Camera si sarebbe riunita fuori Istanbul (all'epoca occupata dagli alleati), in considerazione dell'approvazione delle risoluzioni del Congresso di Sivas e descrivendo il nuovo paese come "le terre abitate da curdi e turchi" Sebbene non si sia riunita fuori Istanbul come promesso, la nuova Camera si riunì il 12 gennaio 1920 e approvò il Misak-ı Millî (Patto Nazionale) concordato ai Congressi di Sivas ed Erzurum. Successivamente gli Alleati, nel tentativo di sradicare il nascente Movimento Nazionale Turco, lo costrinsero a scioglierlo e dichiararono la legge marziale a Istanbul.